# Инцидент с A330 в Гонконге
Инцидент с А330 в Гонконге — авиационная авария, произошедшая 10 апреля 2010 года. Авиалайнер Airbus A330-342 авиакомпании Cathay Pacific выполнял плановый рейс CPA780 по маршруту Сурабая—Гонконг, но во время полёта над Южно-Китайским морем у него один за другим отказали оба двигателя. Экипаж сумел посадить лайнер в аэропорту назначения, при этом самолёт сел на ВПП на скорости практически в 2,5 раза больше посадочной. Из находившихся на его борту 322 человек (309 пассажиров и 13 членов экипажа) никто не погиб, но 63 из них получили ранения.

## Самолёт
Airbus A330-342 (регистрационный номер B-HLL, серийный 244) был выпущен в 1998 году (первый полёт совершил 4 ноября под тестовым б/н F-WWKG). 25 ноября того же года был передан авиакомпании Cathay Pacific. Вмещал 311 пассажиров, имея конфигурацию 44 кресла в бизнес-классе и 267 в эконом-классе. Оснащён двумя турбовентиляторными двигателями Rolls-Royce Trent 772-60. На день инцидента совершил 12 590 циклов «взлёт-посадка» и налетал 33 378 часов.

## Экипаж
Самолётом управлял экипаж из 13 человек; 11 бортпроводников были гражданами Гонконга, а оба пилота — гражданами Австралии. Состав летного экипажа был таким:
- Командир воздушного судна (КВС) — 35-летний Малкольм Уотерс (англ. Malcolm Waters). Опытный пилот, в авиакомпании Cathay Pacific проработал 12 лет (с 1998 года). Налетал 7756 часов, 2601 из них на Airbus A330.
- Второй пилот — 37-летний Дэвид Хэйхоу (англ. David Hayhoe). Опытный пилот, проходил службу в Королевских ВВС Австралии. В авиакомпании Cathay Pacific проработал 3 года (с 2007 года). Налетал 4050 часов, 1171 из них на Airbus A330.

## Хронология событий
Рейс CPA780 вылетел из Сурабаи в 08:24 по местному времени (01:24 UTC), на его борту находились 13 членов экипажа и 309 пассажиров.
Через 34 минуты после взлёта (в 08:58; 01:58 UTC), когда лайнер летел над Южно-Китайским морем на эшелоне FL390 (11 900 метров), в кабине экипажа сработал сигнал ECAM «ENG 2 CTL SYS FAULT». Пилоты связались с контролем технического обслуживания и доложили о сигнале. Так как параметры обоих двигателей были в норме, лайнер продолжил полёт.
Примерно через 1 час и 52 минуты после вылета (в 03:16 UTC) снова прозвучал сигнал ECAM «ENG 2 CTL SYS FAULT». Экипаж снова связался с контролем технического обслуживания, параметры обоих двигателей по-прежнему были в норме, и самолёт продолжил полёт до пункта назначения.
В 13:19 по местному времени (05:19 UTC), когда рейс 780 находился примерно в 203 километрах от аэропорта Гонконга и летел на эшелоне FL230 (7000 метров), прозвучало сразу два сигнала системы ECAM — «ENG 1 CTL SYS FAULT» и «ENG 2 STALL»; второй сигнал означал помпаж, что является довольно серьёзной проблемой двигателя. Пилоты выполнили необходимые действия, следуя инструкциям системы мониторинга самолёта, подали сигнал «Pan-pan» и связались с УВД аэропорта Чхеклапкок, чтобы запросить самый короткий маршрут до него.
В 13:32 (05:32 UTC), примерно в 83 километрах от аэропорта Гонконга, лайнер начал снижение и заход на посадку на взлётную полосу № 07L. Система ECAM выдала сигнал помпажа двигателя № 1 (левого), и экипаж подал сигнал «Mayday». КВС опустил вниз рычаги тяги, чтобы проверить работу двигателей. Скорость N1 (скорость ротора компрессора низкого давления) двигателя № 1 (левого) опустилась до 74 %, в то время как скорость двигателя № 2 (правого) — до 17 %. Скорость N1 в итоге обеспечила достаточную тягу, чтобы долететь до аэропорта.
В 13:43 по местному времени (05:43 UTC), через 11 минут после подачи сигнала «Mayday», рейс CPA780 жёстко приземлился на ВПП № 07L на скорости 426 км/ч, что примерно в 2,5 раза больше нормальной скорости посадки А330 (176 км/ч). Пилоты выставили максимум у выпущенных закрылок. Лайнер отскочил от земли и на короткое время снова поднялся в воздух, пока его не начало кренить влево, в результате чего двигатель № 1 задел поверхность ВПП и прочертил по ней несколько метров. Спойлеры крыльев выпустились автоматически. Реверс был активирован только на двигателе № 1, реверс двигателя № 2 полностью отказал; экипажу в итоге пришлось останавливать самолёт вручную. Скорость N1 двигателя № 1 была между 70 и 80 %, до того, пока пилоты не отключили оба двигателя до полной остановки самолёта.
Рейс CPA780 остановился в 309 метрах от конца ВПП № 07L, при этом у него лопнули 5 шин шасси из 10. Пожарные аэропорта Чхеклапкок сообщили, что лопнувшие шины воспламенились, но огонь быстро удалось погасить. КВС объявил эвакуацию, в ходе которой получили ранения 63 человека — 6 бортпроводников и 57 пассажиров (10 пассажиров были доставлены в больницу).

## Расследование
В расследовании причин инцидента с рейсом CPA780 принимали участие:
- Департамент гражданской авиации Гонконга (CAD),
- Бюро по расследованию и анализу безопасности гражданской авиации (BEA) (Франция),
- Отдел по расследованию авиационных происшествий Великобритании (AAIB),
- Национальный комитет по безопасности на транспорте (NTSC) (Индонезия),
- Национальный совет по безопасности на транспорте (NTSB) (США).

Также при расследовании присутствовали представители компании «Airbus», фирмы «Rolls-Royce plc» и авиакомпании Cathay Pacific.
Расследование концентрировалось на двигателях, двигательной системе и системе авиатоплива. В двигательной системе, топливном баке и обоих двигателях лайнера были обнаружены сферические частицы, которые сравнили с образцами авиатоплива в индонезийском аэропорту Сидоарджо. Было установлено, что к потере управления тягой обоих двигателей привело авиатопливо, которое оказалось загрязнённым и содержащим частицы суперабсорбирующего полимера (SAP).
Следователи в итоге установили, что система подачи авиатоплива для заправки самолётов в Сурабайском аэропорту Сидоарджо была недавно расширена во время строительства новых стоянок для самолётов, и когда после ремонта она возобновила работу, при этом были соблюдены не все процедуры и в итоге из-за этого в систему подачи авиатоплива попала солёная вода. Её присутствие нарушило работу фильтров в системе трубопроводов и в результате частицы SAP попали в авиатопливо.
Окончательный отчёт расследования CAD был опубликован 3 июля 2013 года.

## Дальнейшая судьба самолёта
Airbus A330-342 борт B-HLL после аварии был отремонтирован и продолжил эксплуатироваться авиакомпанией Cathay Pacific. 1 апреля 2012 года был передан авиакомпании Dragonair (с 28 января 2016 года — Cathay Dragon), которой эксплуатировался до 13 августа 2020 года. 15 октября того же года был поставлен на хранение в авиапарке Пинал, а через 6 дней авиакомпания Cathay Dragon была упразднена. В июне 2021 года был списан.

## Культурные аспекты
Инцидент с рейсом 780 Cathay Pacific показан в 19 сезоне канадского документального телесериала Расследования авиакатастроф в серии Смертельное снижение.

## Аналогичные инциденты
- Авария Boeing 777 в Лондоне
- Инцидент с A330 над Атлантикой
- Инцидент с Boeing 747 над Явой
- Инцидент с A380 над Батамом